# 루둠 다레

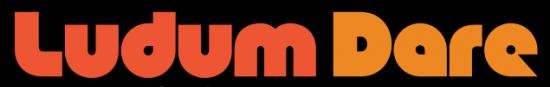
새로운 루둠 데어의 로고

루둠 데어(Ludum Dare, '게임을 주다'라는 의미, LDJAM)는 게임 잼 대회이다. 제프 하울랜드(Geoff Howland)가 시작하였으며 2002년 4월에 처음 개최되었다. 최근에는 초창기부터 팀의 구성원으로 활동하던 마이크 카스프작(Mike Kasprzak)이 운영하고 있다. 참가자들은 주어진 주제에 맞게 2~3일 만에 비디오 게임을 만들어 내야 한다. 참가자들은 게임을 만드는 과정을 촬영한 타임랩스 영상을 공개하기도 한다.